# Віншування
Віншування, вінчування  — урочисте поздоровлення, вітання. Українська народна творчість багата на вітальні формули-вислови: «Віншую вас цим Новим роком», «Здорові будьте!», «Здоровенькі будьмо та себе не гудьмо!», «Скільки літ, скільки зим [минуло]!», «Хліб-сіль!», «Добрий вечір добрим людям!». Серед них багато жартівливих, іронічних, каламбурних: «Здрастуй хоч такий, коли кращого немає!», «— День добрий! — День добрий, з ким добрий, а з вами не порадна година!», «Віншую, віншую, бо пироги чую».